# Sông Cạn
Sông Cạn (tên khác: Suối Rùa) là một con sông đổ ra Biển Đông. Sông có chiều dài 20 km và diện tích lưu vực là 88 km². Sông Cạn chảy qua các tỉnh Khánh Hoà, Ninh Thuận.